# Sensação (chocolate)
Sensação é uma marca de chocolate da Nestlé. O doce é conhecido pelo sabor morango e as versões ilustres de ovos de Páscoa. Sensação é composto por açúcar, cacau, leite condensado, xarope de glicose, soro de leite em pó, leite em pó integral, umectante sorbitol, emulsificantes lecitina de soja e ricinoleato de glicerila, aromatizantes e corante artificial vermelho bordeaux. Uma unidade (tablete individual) contém 178 quilocalorias, 26 gramas de carboidratos, 1.4 gramas de proteínas, 7.3 gramas de gorduras (4,4 gramas de gorduras saturadas), 1.6 gramas de fibra alimentar e 11 miligramas de sódio.